# Domenico Ponzello
Domenico Ponzello (o Ponsello) (Caravonica, anni venti o trenta del XVI secolo – Genova (?), dopo il 1589) è stato un architetto italiano attivo in Liguria, principalmente a Genova, dove si distinse nel progetto di palazzi privati, e in Piemonte e nella contea di Nizza, dove alle dipendenze del duca di Savoia fu coinvolto soprattutto in opere militari.
Esponente del manierismo, durante la sua permanenza a Genova fu, insieme al fratello Giovanni, uno dei protagonisti del rinnovamento urbanistico della città nella seconda metà del Cinquecento
.

## Biografia
Nacque a Caravonica, nell'entroterra di Imperia, da una famiglia di architetti e marmorari, nei primi decenni del XVI secolo. Risulta attivo a Genova a partire dal 1549, dove insieme ad altri esponenti di spicco del manierismo genovese, fa parte dal 1556 del gruppo dei collaboratori di Galeazzo Alessi, durante la costruzione della basilica dell'Assunta in Carignano.
A Genova il suo nome è comunque legato al progetto di diversi palazzi nobiliari, insieme al fratello Giovanni. Uno dei lavori più significativi portati a compimento dai due come progettisti e responsabili del cantiere, come attestato da numerosi documenti d'archivio, è quello del palazzo Doria-Tursi in Strada Nuova, oggi sede del comune di Genova.
Per adattare la costruzione alla pendenza del terreno, i fratelli Ponzello adottarono un innovativo modello atrio-scalone-cortile interno, con una scalinata marmorea che dall'atrio conduce al cortile sopraelevato, circondato da un porticato colonnato, da cui attraverso altre scale si accede ai piani superiori dell'edificio. A questo modello si sarebbe ispirato alcuni decenni più tardi Bartolomeo Bianco per il collegio dei Gesuiti di via Balbi, dal 1775 sede dell'Università di Genova.
Sotto la loro direzione lavorarono alla costruzione del palazzo, voluto dal banchiere Niccolò Grimaldi, un folto gruppo di artisti e marmorari, tra i quali lo scultore Taddeo Carlone e Giovanni Lurago, fornitore di pietre e marmi, fratello di quel Rocco Lurago, in realtà mai accreditato come architetto, al quale è stato a lungo erroneamente attribuito il disegno del palazzo.
Dal 1559 lavorò anche per il duca di Savoia Emanuele Filiberto. Il duca, che con la pace di Cateau-Cambrésis aveva ripreso il dominio sui suoi territori, da tempo terreno di scontro tra austriaci e francesi, volle rafforzare le difese del suo stato costruendo una serie di fortezze e altre strutture militari in tutto il Piemonte e nella contea di Nizza. Il Ponzello, in veste di architetto militare, affiancò l'urbinate Francesco Paciotto nella realizzazione della cittadella di Torino e delle strutture difensive di diverse città piemontesi. Nella contea di Nizza diresse i lavori per la costruzione del forte di Montalbano e prese parte con il Paciotto e altri al progetto della cittadella di Sant'Elmo a Villefranche-sur-Mer.
Non si conosce la data della sua morte, ma non appare più citato negli archivi a partire dal 1589.

## Opere d'architettura

### Ville e palazzi

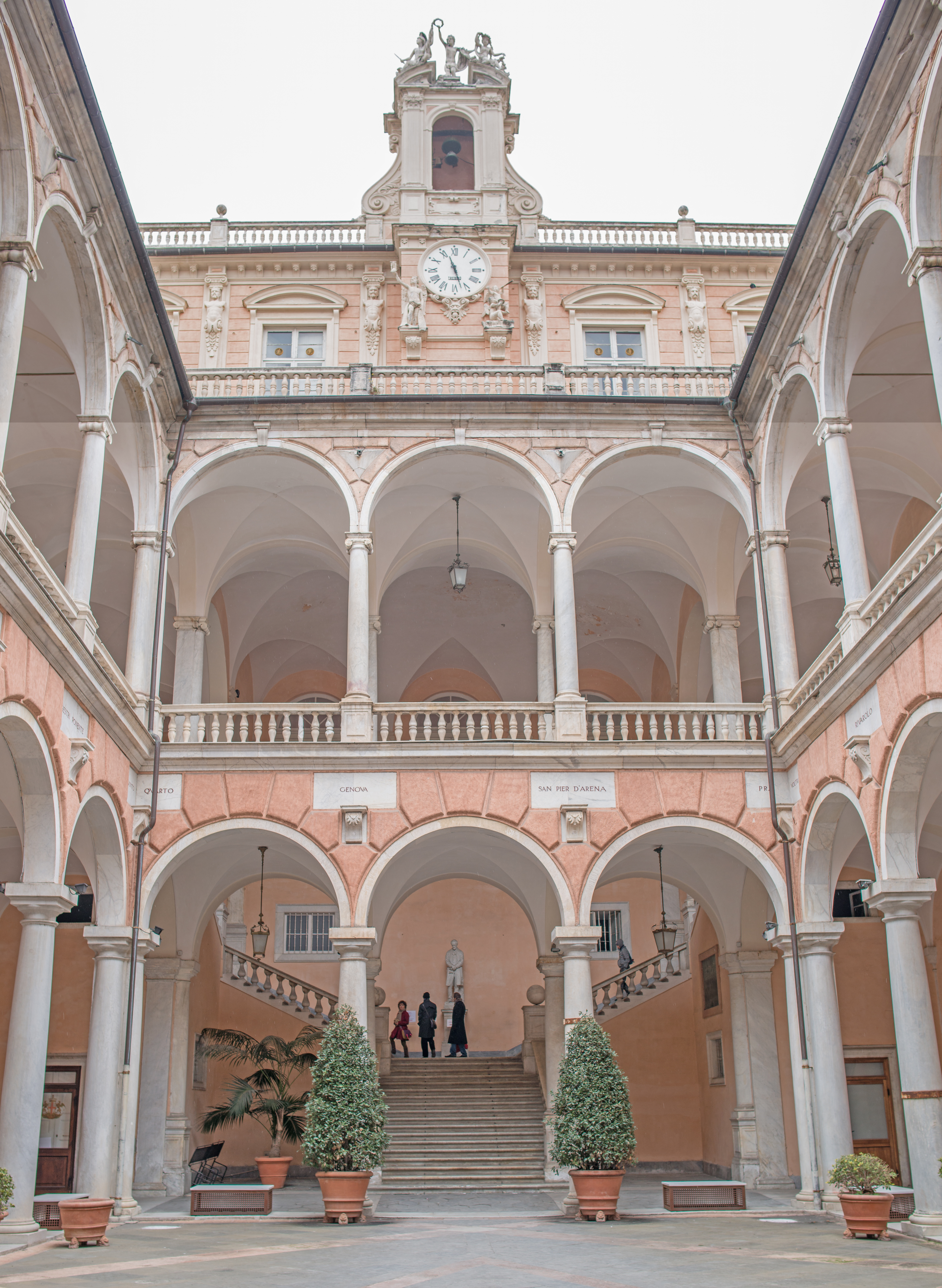
Cortile interno del Palazzo Doria Tursi, Genova

Costruzioni civili eseguite a Genova, sempre in collaborazione con il fratello Giovanni:
- 1560-1563 villa Imperiale (detta "la Bellezza") a Sampierdarena. La villa Imperiale, detta "La Bellezza", forma con la villa Grimaldi "La Fortezza", opera di Bernardo Spazio, e con la villa Lercari Sauli, "La Semplicità" (Bernardino Cantone e Bernardo Spazio), il complesso di ville cinquecentesche di Sampierdarena noto come "triade alessiana", perché ispirate allo stile innovativo del grande architetto perugino[1][4]
- 1565, facciata originaria del palazzo di Luca Grimaldi (in seguito trasformato nell'attuale Palazzo Bianco)[1]
- 1565-1579, palazzo Doria-Tursi, Genova[4][5][6]

### Architetture militari

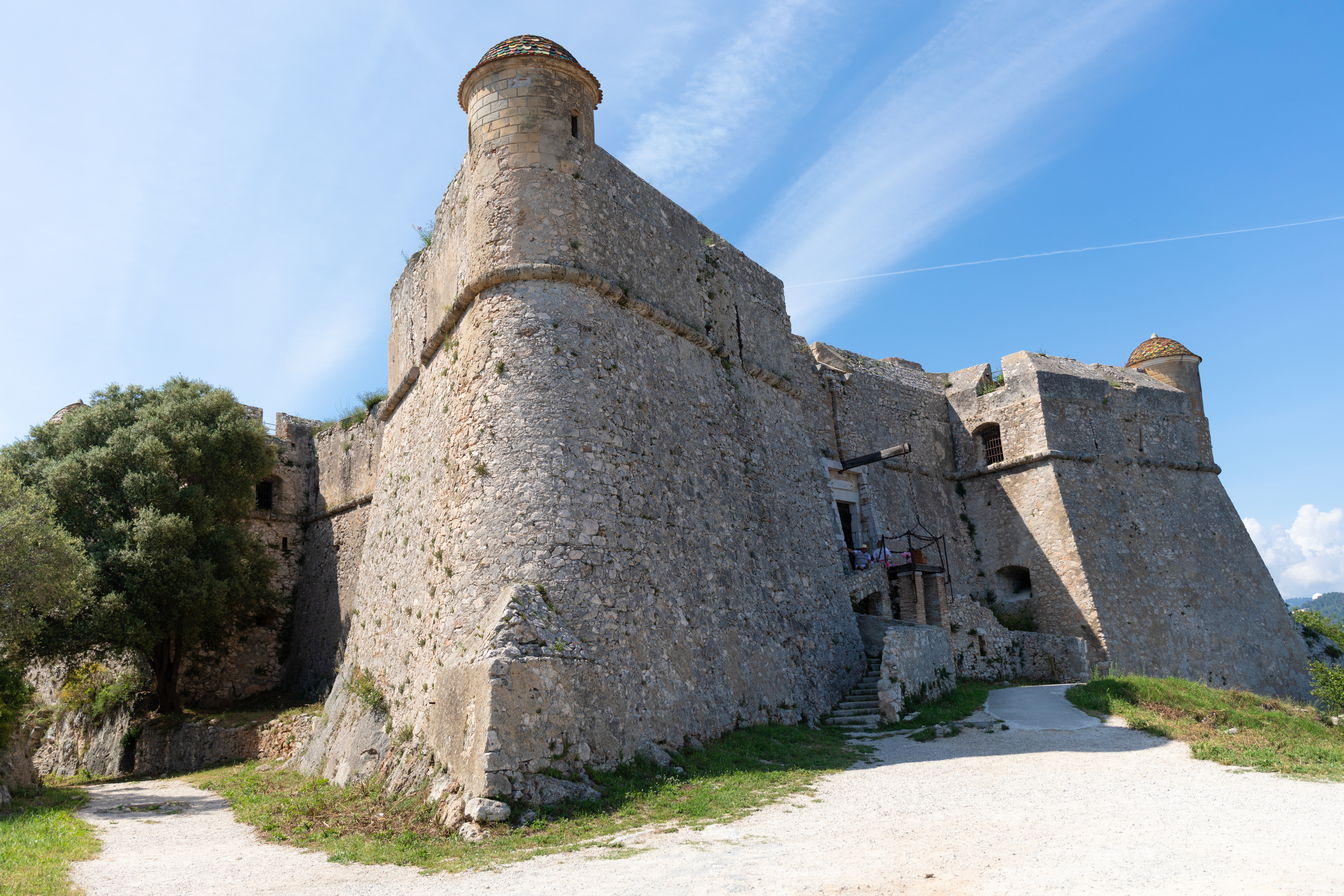
Forte di Montalbano a Nizza.

- 1557-1560, forte di Mont Alban, Nizza[7]
- 1557-1567, cittadella di Sant'Elmo, Villefranche-sur-Mer, con il cremonese Benedetto Ala, Francesco Paciotto e altri[8]